# 기대승 종가 소장 문적
기대승 종가 소장 문적(奇大升 宗家 所藏 文籍)은 광주광역시 남구 월산동에 있는 조선시대의 문적이다. 1994년 7월 21일 광주광역시의 유형문화재 제22호로 지정되었다.

## 개요
이 문서들은 고봉 기대승(1527∼1572) 가계의 재산분배문서 3점, 전적 3점, 명문 6점, 시권 3점, 상소문 1점, 호구단자 1점, 관문 1점이다.
기대승 선생은 호남성리학을 주도하였으며, 퇴계 이황과 함께 우리나라 성리학의 쌍벽을 이루는 대가이다. 이황과 8년동안 사단칠정(四端七情)에 관해 편지교환을 했던 일화가 유명하며, 조선시대 성리학을 독자적인 학문으로 발전시키는데 커다란 이바지를 했다.
이 가운데 재산분배문서는 자녀들에게 재산을 상속한 문서이며, 전적 3점은 기대승이 선조 5년(1572)에『도산기』를 손수 옮겨 묵으로 적은 것이다. 시권은 과거시험 답안지이고, 상소문 1점에는 당시 사간원 사간이던 기언관(奇彦觀)이 75세의 나이로 관직을 사양하는 내용이 담겨있다. 호구단자는 호적신고서로 고봉의 4대후손 진설의 호구단자이며, 명문 6점은 논밭, 가옥, 노비 등의 매매문서로 영조∼철종년간의 사회상을 밝힐 수 있는 자료이다. 관문(關文)은 관청 사이에 주고받은 문서로, 기대승의 묘소를 지키는 이에게 잡역을 면제하는 내용이 담겨있다.
기대승 일가의 역사 뿐만 아니라 조선 사회사연구의 귀중한 자료로 평가된다.

## 참고 자료
- 기대승종가소장문적 - 국가유산청 국가유산포털